# دل تاریکی
دل تاریکی (به انگلیسی: Heart of Darkness) نام رمانی کوتاه از جوزف کنراد است که در سال ۱۸۹۹ توسط مجلهٔ معروف بلک‌وودز در ۳ سری و به سبک «داستان در داستان» (به انگلیسی: frame narrative) منتشر شد.

## خلاصهٔ داستان
ملوانی به نام مارلو از زمان کودکی مجذوب رودی بزرگ است که در منطقه‌ای کاوش‌نشده در آفریقا جاری است. سال‌ها بعد، شرکتی که مأمور کاوش در آن منطقه است، فرماندهی یک کشتی مخصوص حمل عاج را به او می‌سپارد. مارلو پس از سفری طاقت‌فرسا و تمام‌نشدنی و کابوس‌گونه سرانجام موفق می‌شود که در عمق منطقه به کمپ شرکت برسد اما همه چیز را آشفته و درهم‌ریخته و مرموز می‌یابد. سکوت مرموزی بر بومیان ساکن آنجا حاکم است. مارلو به جستجوی نماینده شرکت به نام مستر کورتس می‌پردازد اما خبری از او در دست نیست. مارلو بر اساس نشانه‌ها به اعماق جنگل‌های وحشی می‌رود و در آنجا کورتس را در حالتی که به الهه و خدای قبایل وحشی بدل شده، می‌یابد. کورتس که با اندیشه دعوت وحشیان به مسیحیت سفر خود را آغاز کرده بود، سرانجام به خدایگان و رئیس رقصندگان و قربانی‌کنندگان قبایل متوحش بدل شد. او بارها کوشید بگریزد اما وحشیان او را یافتند و حاضر نبودند خدای سفید خود را از دست بدهند. او اینک در حالتی نیمه‌دیوانه و در حال مرگ با مارلو روبه‌رو می‌شود. مارلو می‌کوشد او را راضی کند تا با او بیاید اما او دیگر حاضر نیست. مارلو او را به‌زحمت و با زور همراه می‌کند اما سوار بر کشتی، کورتس می‌میرد. پایان‌بندی داستان با رقص زنی عریان از قبایل و یافتن بسته نامه‌ای متعلق به نامزد کورتس از سوی مارلو، خواننده را درگیر تردیدهای عظیم می‌کند. مارلو می‌رود که آن‌ها را به آن زن برساند اما در برابر خود زنی می‌یابد که قادر به ایثار و ایمان و رنج است و با یاد گم‌شده‌اش به زندگی ادامه می‌دهد. مارلو قادر نیست حقیقت زندگی و مرگ کورتس را بیان کند و تنها به زن اطمینان می‌دهد که کورتس در واپسین دم حیات به یاد او بوده و نام او را بر زبان رانده‌است.

## نقد داستان
به نظر می‌رسد نویسنده در رمان دل تاریکی انسان را به چالش کشیده و این موضوع را بیان کرده‌است که انسان بین خیر و شر حق انتخاب دارد. او می‌تواند با هیولای دربند درونی و بیرونی خود متحد شود و جامعهٔ انسانی را به تباهی بکشاند: «در آنجا آدم به چیزی نگاه می‌کرد که هیولاوار بود…» یا حتی می‌تواند به‌خاطر دیگران از جان خویش بگذرد.
آثار جوزف کنراد نشان‌دهندهٔ آگاهی عمیق و معنوی همراه با تکنیک‌های ماهرانه داستان‌نویسی‌اند و دربرگیرندهٔ ابعاد مختلف جامعه انسانی‌اند. او همچون دانته که کمدی الهی را در قرون سیاه وسطی سروده رمان دل تاریکی را در اواخر قرن ۱۹ میلادی نوشت که دولت‌های استعمارگر یا شرکت‌هایی نظیر شرکت جهانی آفریقا به بهانه‌هایی چون ترویج تمدن، انتقال مدنیت و تزکیهٔ روح بومیان تحت عنوان زایر شروع به تاراج ثروت بومیان به‌ویژه در کنگو کردند. کتاب دل تاریکی در واقع سفرنامه‌ای واقعی هم به اعماق ضمیر انسان و هم به مناطق جغرافیایی آفریقاست که در آن انسان‌ها به گونه‌ای ترحم‌آمیز یا بردهٔ جهالت خویش‌اند یا بردهٔ حرص و طمع.
کنگویی که دارای منابع ارزان نیروی کار، معادن طلا، الماس، کولتان و… است متعلق به بومیانی بود که ویژگی اصلی فرهنگ آن‌ها ساده‌انگاری و کج‌فهمی در زیبایی‌شناسی است، آن‌چنان‌که در آن دوره مهره‌ها و پارچه‌های رنگین را در مقابل جان حیوانات، عاج و مهم‌تر از همه آزادی خود و دیگران مبادله می‌کردند.
متأسفانه در عصر کنونی نیز صدها آفریقایی هرساله بر اثر جنگ و قحطی جان خود را از دست می‌دهند که نزدیک به بیست و پنج درصد آن‌ها زنان و کودکان‌اند.
در این رمان برخی واژه‌ها مانند رودخانه جایگاه ویژه‌ای دارند. رودخانه دارای ویژگی‌هایی چون داشتن مبدأ، جاری بودن، رسیدن به مقصدی معین، حاصل‌خیزی اطرافش، پیچ‌وخم‌های مبهمش و گاه پیش‌بینی‌ناپذیری‌اش است که همچنین نشانه‌ای از چگونگی روح آدمی و دنیاست. دنیا گاه به روح به ما لبخند می‌زند و گاه دلمان را به درد می‌آورد.
رودخانه زمانی همچون انسان آرامی است که از درون، روحش بی‌قرار است و آمادهٔ طغیان. رود گاهی سیلی ویرانگر می‌شود، همچون روح انسان دربند دیوهای طمع و قدرت. نکتهٔ اصلی این‌جاست که پیج‌وخم رودخانه تابع طبیعت است، اما انسان داستان کنراد مانند مارلو که به نظر می‌رسد شخصیت اصلی داستان است به‌دنبال داشتن روح کشف ناشناخته‌ها از کودکی و خسته از ابتذالات روزمره و رسیدن به معرفت درونی، مسیر پرپیچ‌وخم راه خود را برمی‌گزیند و با دانایی به ضمیر روشن می‌رسد.
برخلاف او کسانی مانند کورتس به‌عنوان شخصیت دوم داستان (البته به‌ظاهر، چراکه در واقع کورتس و مارلو هردو یکی‌اند) به‌دنبال قدرت و ثروت با استفاده از توانمندی‌هایش با نژادپرستی در مغاک تیره‌روزی خود دفع می‌گردد، نژادپرستی که مارلو مخالف آن است و یکی ار سیاه‌ترین اعمال بشری محسوب می‌شود.
اما همچون رود بیابان هم نقش ویژه‌ای در این اثر دارد: «در آخر بود که وقوف یافت منتها بیابان از همان دم او را کشف کرده بود…»، «... بیابان هم آن را در میان گرفت…»، «... بیابان بر سر او دست کشیده بود…» و جایی که مارلو می‌گوید: «خیال می‌کنم بیابان چیزهایی را که خودش از آن خبر نداشت به گوشش خوانده بود…» در این داستان بیابان مظهر ابهام و تضاد است. گرمای روز و سرمای شب بیابان می‌تواند کشنده باشد، خصوصیات موجودات درونش مسحورکننده است و سرابش مانند بی‌خبری انسان طماع از ظلمت و جنایت‌های اوست و شب‌های پرستارهٔ کویر و مهربانی شبانگاهی ستاره‌ها بازتابی از درخشش ستاره‌های ایثارگری انسان است.

## نظرات منتقدان
رمان دل تاریکی با بازخوردهای بسیار متنوع و متفاوتی روبه‌رو شده‌است. هارولد بلوم، منتقد مشهور آمریکایی، می‌گوید این رمان بیش از هر اثر دیگری که در برنامهٔ درسی دانشگاه‌هاست، مورد نقد و بررسی و تحلیل قرار گرفته‌است. خود بلوم دلیل این امر را «تمایل بی‌مانند [کنراد] به ابهام» می‌داند. فرانک ریموند لیویس این کتاب را «اثری پیش‌پاافتاده» دانست و «اصرار صفت‌وار آن بر رمزورازی ناگفتنی و بیان‌نشدنی» را مورد انتقاد قرار داد. آدام هوش‌چایلد، نویسندهٔ کتاب روح شاه لئوپولد معتقد است پژوهشگران ادبی در تفسیر ابعاد روان‌شناختی این اثر زیاده‌روی کرده‌اند و فراموش کرده‌اند که کنراد صرفاً داستان غارت کنگو به دست شاه لئوپولد را بازگو کرده‌است. هوش‌چایلد در این باره می‌نویسد: «دل تاریکی بازگویی تجربه‌ای است … که کمی (و فقط کمی) از فکت‌های ماجرا فراتر رفته‌است». با این حال، دل تاریکی همچنان جزء رمان‌های محبوب قرن بیستم به‌شمار می‌آید و در فهرست صد رمان برتر قرن بیستم به انتخاب کتابخانهٔ مدرن رتبهٔ ۶۷ را دارد.